# MS Ebba Mærsk
Emma Mærsk – kontenerowiec typu Mærsk E-class należący do duńskiego przedsiębiorstwa A.P. Møller-Mærsk.
Został zbudowany w duńskiej stoczni i zwodowany w 2007 roku.